# 6-Glukuronid kodeiny
6-Glukuronid kodeiny (K6G) – organiczny związek chemiczny, główny metabolit kodeiny.
Powstaje on w wyniku połączenia się cząsteczek kodeiny i kwasu glukuronowego w obecności enzymu UGT2B7.